# Valerij Muratov
Valerij Alexejevič Muratov (rusky Вале́рий Алексе́евич Мура́тов; * 1. května 1946 Kolomna) je bývalý sovětský rychlobruslař.

## Kariéra
Na velkých mezinárodních závodech se poprvé představil v roce 1968, kdy se na Zimních olympijských hrách umístil v závodě na 500 m na 18. místě. Startoval na premiérovém ročníku Mistrovství světa ve sprintu 1970, kde získal zlatou medaili, o rok později byl šestý. Na zimní olympiádě 1972 vybojoval na trati 500 m bronzovou medaili (dále skončil na trati 1500 m na 21. místě), o několik týdnů později si přivezl stříbro ze sprinterského světového šampionátu. Další medaile na mistrovství světa ve sprintu získal v roce 1973 (zlato) a 1975 (bronz). Zúčastnil se také ZOH 1976, kde získal stříbro v závodě na 500 m a pro bronz na dvojnásobné distanci. V dalších dvou letech startoval pouze v domácích závodech, jednou výjimkou bylo Mistrovství světa ve sprintu 1978, na kterém se umístil na páté příčce. Po sezóně 1977/1978 ukončil aktivní kariéru.